# Саутэм, Джеймс
Джеймс Саутэм (англ. James Southam; род. 5 июня 1978, Анкоридж) — американский лыжник, участник двух Олимпийских игр. Специалист дистанционных гонок.

## Карьера
В Кубке мира Саутэм дебютировал в 2001 году, в феврале 2007 года впервые попал в тридцатку лучших на этапе Кубка мира, в эстафете. Всего на сегодняшний день имеет на своём счету 3 попадания в тридцатку лучших на этапах Кубка мира, 1 в личных и 2 командных гонках. Лучшим достижением Саутэма в общем итоговом зачёте Кубка мира является 154-е место в сезоне 2008-09.
На Олимпиаде-2006 в Турине стартовал в двух гонках: дуатлон 15+15 км — 43-е место, масс-старт 50 км — не финишировал.
На Олимпиаде-2010 в Ванкувере занял 48-е место в гонке на 15 км коньком, 34-е место в дуатлоне 15+15 км и 28-е место в масс-старте на 50 км.
За свою карьеру принимал участие в трёх чемпионатах мира, лучший результат 12-е место в эстафете на чемпионате-2009 в чешском Либереце, в личных гонках не поднимался выше 33-го места.
Использует лыжи и ботинки производства фирмы Atomic.